# Mia Patterson
Mia Patterson es una actriz y cantante española natural de Sanlúcar de Barrameda. Su verdadero nombre es Dolores Benítez García.

## Biografía
En sus inicios artísticos formó un dúo musical con el cantante Ronny, que se convertiría en su marido.
Su salto a la fama se produce en 1981 cuando es seleccionada para protagonizar, alternando con la ya entonces consagrada Paloma San Basilio, el musical Evita, que en aquel momento se estrenaba en Madrid.
En 1981 presentó el programa radiofónico "El rincón de Mia", en el que entrevistaba casi siempre a hombres. Ese mismo año publicó un sencillo que incluía los temas "Niña, escúchame" y "No creo más en ti". 
En 1987 presentó el programa de radio La noche es mía en Radio Callao, con contenidos de marcado carácter erótico.
Con posterioridad ha seguido labrando su carrera sobre los escenarios, con éxito desigual. En los últimos años ha participado en espectáculos como Los año dorados (1995), de José Luis Moreno, junto a Manolo Escobar, María José Santiago y Manolo Royo o La magia de Broadway (1999), con dirección de Alberto Quintero, con Pedro Ruy Blas y Pablo Abraira.
Desde 1996 se dedica también a la docencia: viene impartido clases de voz en diferentes centros y ha creado un método de Canto Moderno. 
En 1969 contrajo matrimonio con el cantante italiano Ronny Patterson (cuyo verdadero nombre es Roberto Bonacini Romagnini) en Zambia, del cual se divorció en los años noventa. Al haber quedado invalidado ese primer matrimonio la pareja hubo de volver a contraer matrimonio civil el 2 de marzo de 1982 en Madrid. El 24 de marzo de 1982 nació su hijo Roberto Alejandro. Mia tiene una hermana, María Victoria, que es detective privado.
El año 2010 publica el libro "75 años de historia musical en España", en el que recoge los espectáculos de este tipo estrenados entre 1930 y 2005.
- Datos: Q6012613